# Шолом

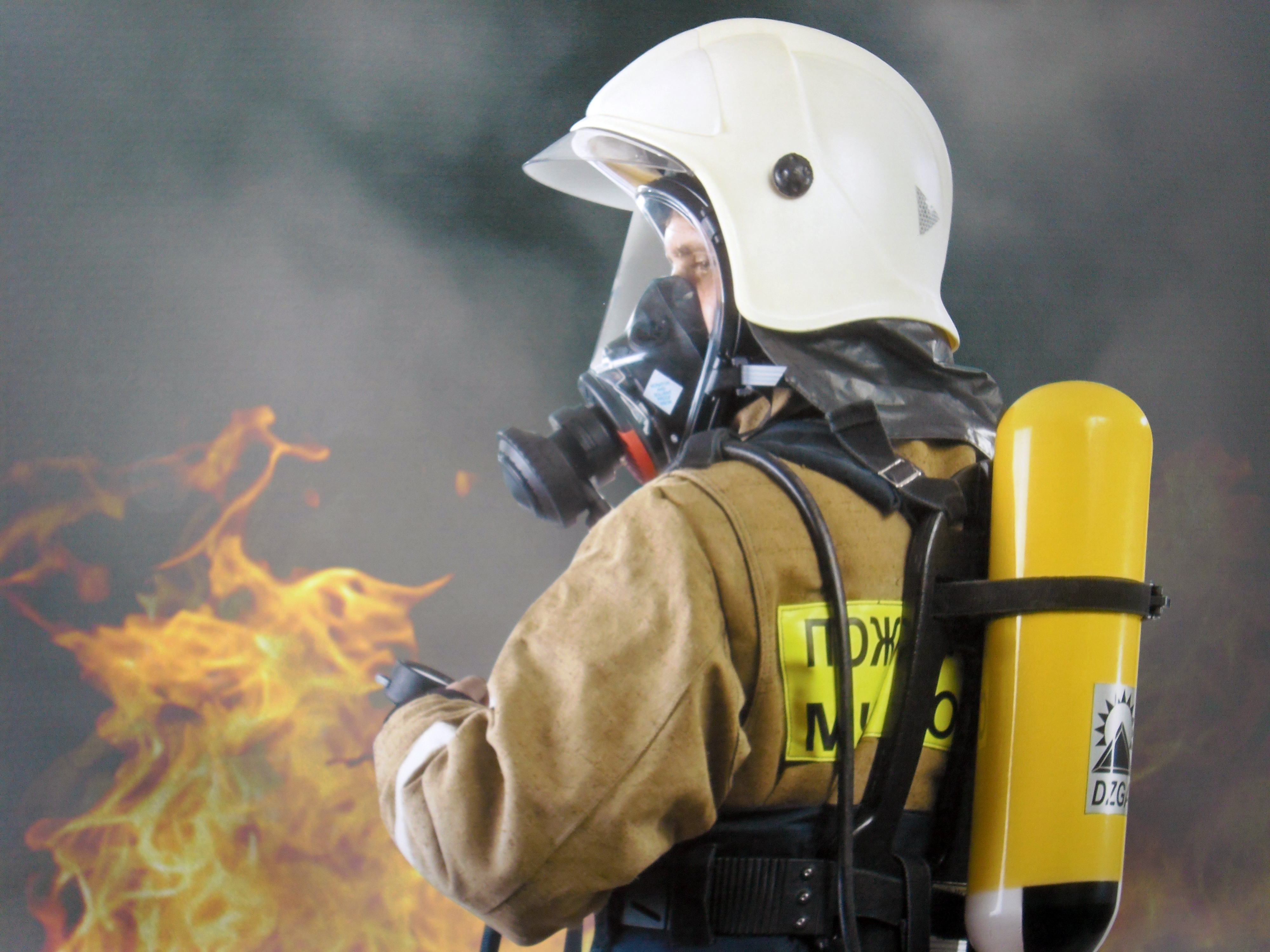
Пожежник у шоломі

Шолом (розм. шлем, каска від фр. casque, гельма від нім. helm) — спеціальний захисний головний убір, що застосовується у різних сферах для захисту голови й шиї від дії ушкоджувальних факторів, наприклад, травма (в тому числі поранення), холод, тепло (сонячне проміння, опік) тощо.

## Види

### Гермошолом
Герметичний шолом (гермошолом) — шолом, використовуваний зі скафандром чи висотно-компенсуючим костюмом.

### Шоломофон
Шоломофон — шолом, в якому змонтовано звукоприймач, телефонні навушники, переговорний пристрій. Використовується танкістами, льотчиками, космонавтами.

### Спортивні шоломи
- Хокейний шолом[4]
- Велосипедний шолом Докладніше: Велосипедний шолом
- Гірсько-лижні шоломи
  - Альпіністський шолом
  - Для санок
  - Для катання та їзди на лижах (різні види)
- Мотоциклетний шолом Докладніше: Мотоциклетний шолом Основною функцію мотоциклетного шолома є забезпечення безпеки мотоцикліста: захистити голову при ударі, у такий спосіб запобігаючи або зменшуючи травми голови та врятувати життя водія. Деякі шоломи забезпечують додаткові зручності, такі як вентиляцію, додатковий захист вух, навушники та інше. У більшості країн світу їзда на мотоциклі чи мопеді без мотошолома заборонена. Існує кілька типів конструкції мотоциклетних шоломів: «інтеграл», модуляр, мотокросовий, відкритий, півшолом.
- Автошолом
- Для фехтування
- Бейсбольний шолом
- Шоломи для бойових мистецтв:
  - Боксерський шолом
  - Для карате
  - Для тхеквондо
  - Free style
- Для екстремальних видів спорту (рафтинг, скейтбординг..)